# Ulbo de Sitter (geoloog)

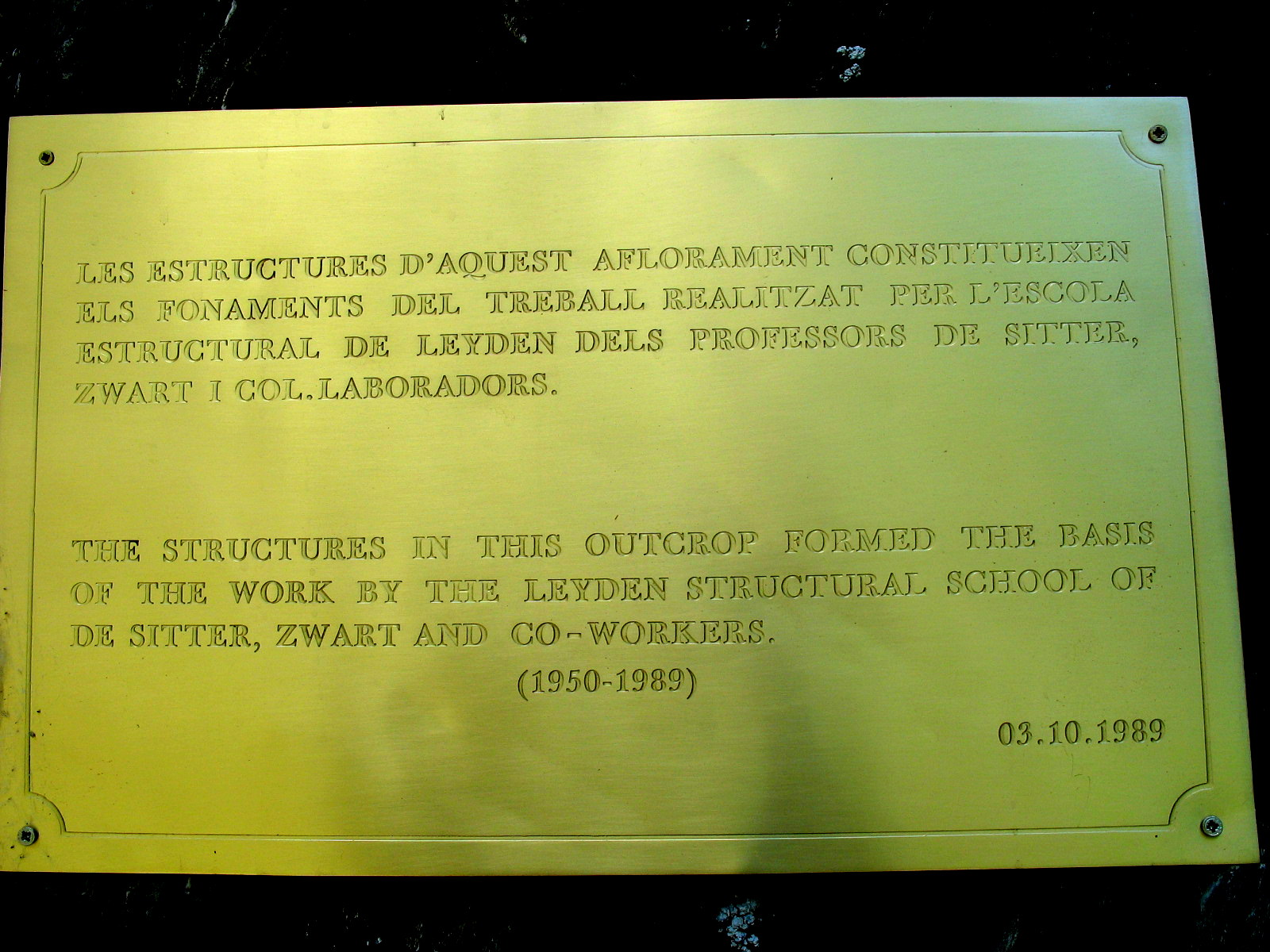
Herdenkingsplaat voor De Sitter en andere Leidse geologen in de Pyreneeën

Lamoraal Ulbo de Sitter (Groningen, 6 maart 1902 - Nistelrode, 12 mei 1980) was een Nederlandse geoloog, verbonden aan de Rijksuniversiteit Leiden. Hij is vooral bekend geworden door zijn onderzoek op het gebied van structurele geologie, met name in de Alpen en de Pyreneeën. Zijn vader was de bekende astronoom en natuurkundige Willem de Sitter, zijn zoon Ulbo de Sitter junior was een bekend socioloog.

## Biografie
De Sitter werd geboren in een familie van juristen, waar hijzelf en zijn vader een uitzondering op vormden. Omdat zijn vader zich al bezighield met het heelal, besloot De Sitter geologie, de wetenschap van de Aarde, te studeren. Na de Leidse HBS studeerde hij eerst in Zwitserland en later aan de universiteit van Leiden, waar hij een leerling was van K. Martin en B.G. Escher. Hij promoveerde in 1925 en ging daarna voor de Bataafsche Petroleum Maatschappij werken.
Na enkele jaren keerde hij terug naar Leiden waar hij assistent van Escher werd. De Sitters taak was het onderzoek en veldwerk in de Bergamasker Alpen te begeleiden. Naast het geologisch karteren hield hij zich ook bezig met theoretisch en experimenteel onderzoek naar tektoniek en plooistructuren. Over experimenteel onderzoek publiceerde hij samen met zijn oude studievriend Ph.H. Kuenen.
Het werk in het buitenland kon in de oorlog niet doorgaan. De Sitter leidde samen met W.A.J.M. van Waterschoot van der Gracht geodetisch onderzoek in Zuid Nederland, waar ook studenten bij betrokken waren.
Na de oorlog startte De Sitter onderzoek in de Pyreneeën en Cantabrië. De Leidse geologen hebben deze gebieden zo goed gekarteerd, dat deze kaarten nog steeds door de Spaanse Geologische Dienst worden gebruikt. De Sitter werd hoogleraar in 1948. Zijn onderzoek ging over het verband tussen kleinschalige structuren, zoals boudins, schistositeiten en parasitaire plooien, en grootschalige structuren tot op de schaal van gebergtes. In 1956 schreef hij zijn handboek Structural Geology, dat over de hele wereld vertaald werd. Zijn manier van alle structureel-geologische waarnemingen in één groot geheel plaatsen, zou later door Henk Zwart doorgezet worden.
Nadat De Sitter in 1964 om gezondheidsredenen moest stoppen met het veldonderzoek, viel zijn interesse voor zijn werk langzaam weg. In 1968 ging hij met emeritaat.
- Bibliothèque nationale de France: cb162399478 (data)
- Biografisch Portaal: 50643289
- Gemeinsame Normdatei: 117418633
- International Standard Name Identifier: 0000 0001 0966 6560
- Library of Congress Control Number: n85802631
- Nationale Bibliotheek van Israël: 987007279316005171
- Système universitaire de documentation: 081329415
- Virtual International Authority File: 42614755
- WorldCat: E39PBJtMp6QXgXbcxF4JvDp3wC